# (4003) Schumann
(4003) Schumann (1964 ED) – planetoida z pasa głównego asteroid okrążająca Słońce w ciągu 6,34 lat w średniej odległości 3,42 j.a. Odkryta 8 marca 1964 roku.
Nazwa planetoidy pochodzi od niemieckiego kompozytora, krytyka muzycznego epoki romantyzmu Roberta Schumanna.